# قنب كندا
قنب كندا أو الخَوْشَان القِنَّبيّ  أو (الشجرة السامة أو جذر آيمي أو شجرة القنب السامة  أو خوشان أو القنب الهندي أو جذر روماتيزم أو القطن البري) هو نبات عشبي معمر ينمو في أنحاء كثير من أمريكا الشمالية - وفي النصف الجنوبي من كندا وفي جميع أنحاء الولايات المتحدة. وهو نبات سام فكلمة: (أبوسينوم ) Apocynum تعني "سام للكلاب"، لأن جميع أجزاء النبات سامة ويمكن أن تسبب السكتة القلبية إذا تم تناولها. أما كلمة cannabinum (كانابيوم) في الاسم العلمي والأسماء الشائعة شجرة القنب السامة والقنب الهندي تشير إلى تشابه النبات بالـقنب باعتباره نباتًا ليفيًا (انظرقنب)، بدلاً من أن يكون مصدرًا لدواء نفساني (انظر القنب (دواء))
وبالرغم من أن الشجرة السامة (dogbane) تكون سامة للماشية، إلا أنها ربما تكون قد حصلت على اسمها من التشابه بينها وبين الأنواع الأوروبية التي تحمل نفس الاسم.

## الانتشار والموطن
ينمو النبات في المناطق المشجرة المفتوحة والخنادق والتلال ويفضل الأماكن الرطبة.

## الوصف
ينمو النبات حتى يصل طوله إلى 2 متر (6 قدم 7 بوصة). وتكون ساقه محمرة اللون ومحتوية على لاتكس حليبي قادر على التسبب في ظهور بثور على الجلد، أما الأوراق فهي عكس ذلك، لأنها سنانية الشكل بسيطة وعريضة، طولها 7-15 سم وعرضها 3-5 سم بالكامل، وتنتهي في الأعلى بشعر أبيض على الجانب السفلي. وتخرج الزهور في منتصف الصيف، بـكؤوس كبيرة وتويج أبيض مكون من خمسة فصوص.

## الأنواع العدوانية
يمكن أن يكون النبات عدوانيًا في الحدائق المنزلية، حيث ينمو من الجذور المنتشرة. وعندما ينمو النبات بين الذرة، يمكنه أن يقلل من الغلة بنسبة تصل إلى 10% وعندما ينمو بين فول الصويا يمكن أن يقللها بنسبة تصل إلى 40%. ويمكن السيطرة عليه من خلال الوسائل الآلية، بالرغم من أنه يصعب السيطرة عليه بمبيدات الأعشاب.

## الاستخدامات

### علاج النبات
إن نبات قنب كندا هو نبات علاجي، حيث يستخدم النبات العالي التجمع لعزل الـرصاص في كتلته الحيوية.

### الألياف
كان النبات يستخدم كمصدر للألياف من قبل السكان الأصليين، لعمل شبكات الصيد وخيوط صنارة الصيد والملابس والحبل الملفوف. ويطلق عليه qéemu في لغة نيز بيرس وفي لغة ساهابتين. وتسمي قبيلة كونكو النبات باسم pö (لغة كونكو).

## وصلات خارجية
- Jepson Manual Treatment - Apocynum cannabinum
- USDA: Apocynum cannabinum